# 大田駅
大田駅（テジョンえき）は、大韓民国大田広域市東区にある、韓国鉄道公社（KORAIL）・大田交通公社の駅。

## 乗り入れ路線
KORAILの駅には、戸籍上京釜高速線・京釜線・大田線の3路線が乗り入れているが、大田線は定期旅客列車の運行を行っていない。また、京釜線を通じて忠北線・慶全線に直通する列車も当駅に乗り入れる。
京釜高速線にはKTX・SRTが乗り入れ、経由する全列車が停車する。また、京釜線水原経由のKTXは当駅構内で京釜高速線に接続する。
なお、湖南線（益山・光州方面）の旅客列車は、大田操車場で京釜線から分岐し、大田広域市内のターミナル駅を西大田駅としており、当駅からは発着しない。かつて大田線を経由し西大田駅から湖南線に直通する旅客列車が設定されていたが、2015年4月2日に運行中止となっている。

## 歴史
- 1905年1月1日 - 開業。

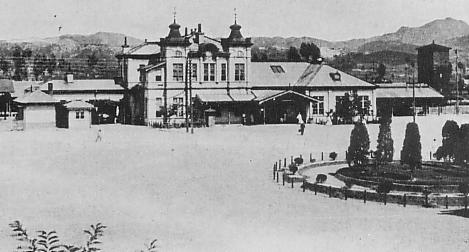
日本統治時代の大田駅

- 1958年 - コンクリートの駅舎を新築。
- 1997年9月30日 - 駅の地下道の拡張。
- 2000年1月1日 - 地域管理駅に指定。
- 2003年5月15日 - 新駅舎竣工。
- 2004年4月1日 - KTX運転開始。同時にトンイル号廃止。
- 2006年3月16日 - 大田広域市都市鉄道公社1号線が開業し当駅に接続。
- 2006年7月1日 - 大田地域管理駅を韓国鉄道公社大田支社に変更。
- 2007年11月1日 - 貨物取り扱い中止。
- 2009年9月14日 - 組織の改編で忠南支社と合併し、大田忠南本部に変更。
- 2011年12月18日 - 11・12番ホーム完成。
- 2012年10月31日 - 9・10番ホーム完成。
- 2013年2月21日 - 大田線経由湖南線方面旅客列車の運行を中止。
- 2014年1月15日 - 上りの9・10番ホームを5・6番に変更。
- 2014年3月1日 - 大田線経由湖南線方面旅客列車の運行を再開。
- 2015年4月2日 - 大田線経由湖南線方面旅客列車の運行を再度中止。

## 駅構造

### 韓国鉄道公社
当駅は地上駅（橋上駅）で、3階に切符売り場及び改札口、1階にホームがある。
ホームは島式6面12線を有する。そのほかに留置線がある。

#### のりば

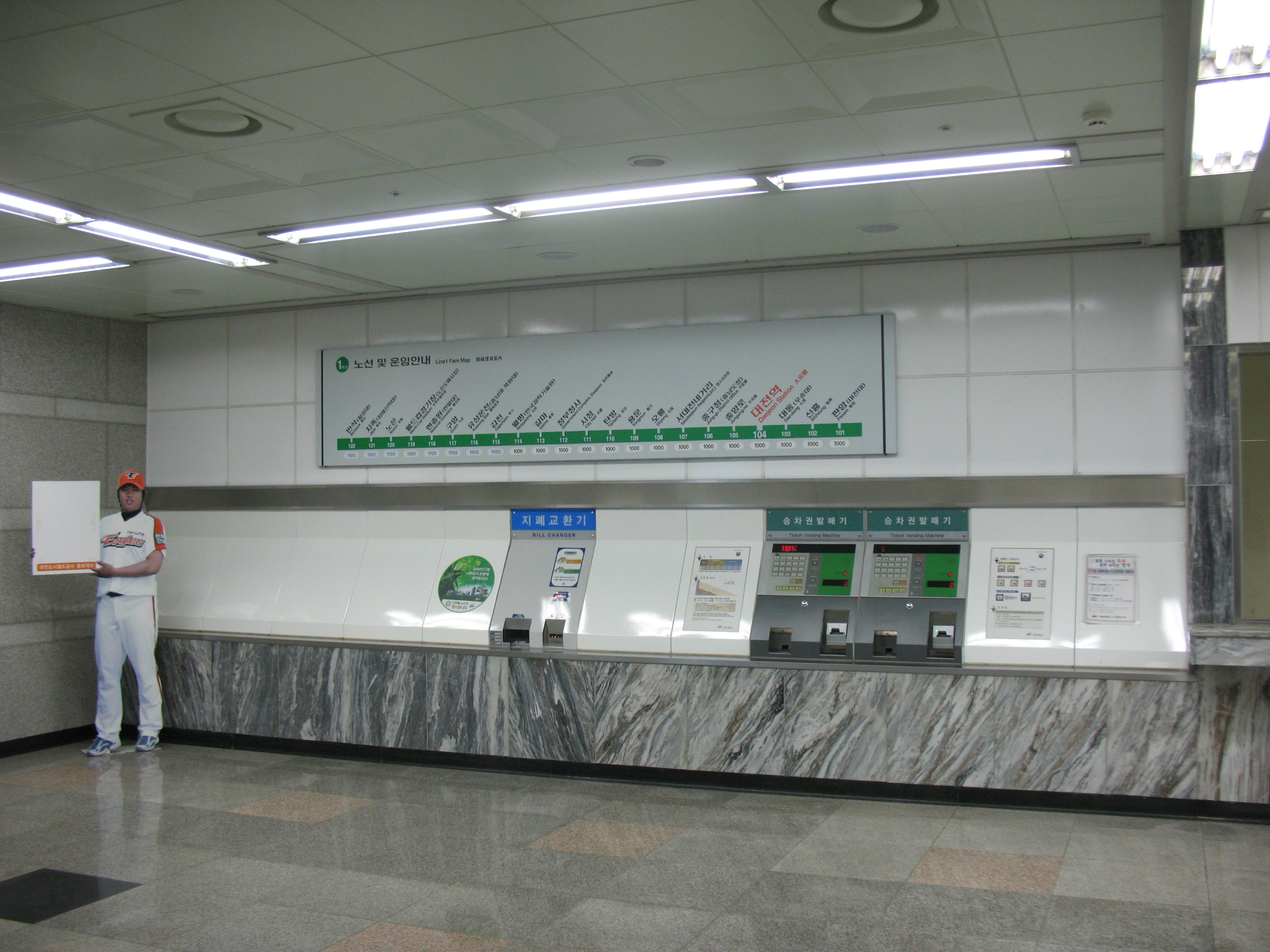
切符売り場（2008年1月）
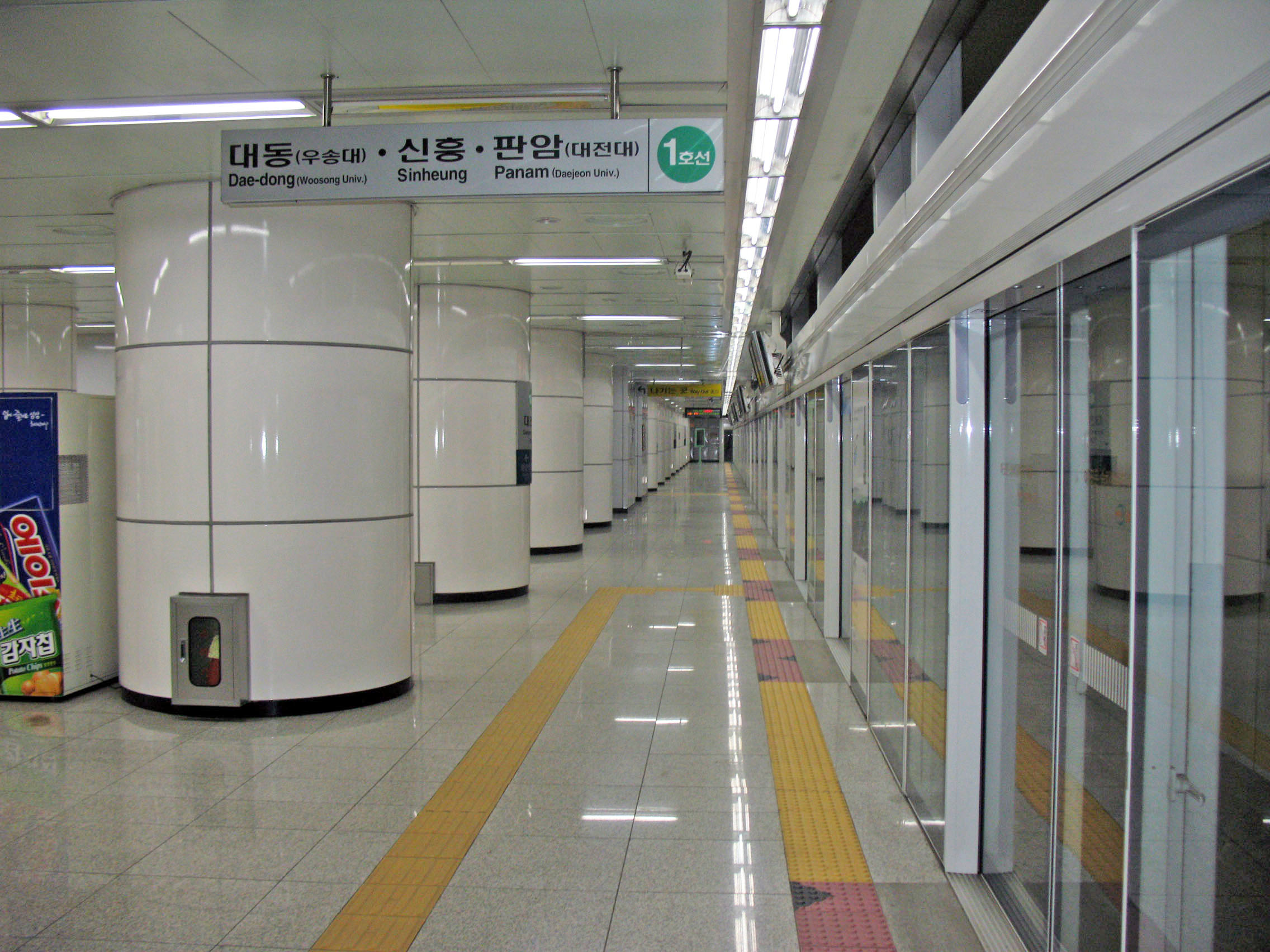
ホーム（2008年1月）

| ホーム | 路線                                           | 種別                                  | 行先                                               | 備考                    |
| ------ | ---------------------------------------------- | ------------------------------------- | -------------------------------------------------- | ----------------------- |
| 1・2   | 大田線・湖南線                                 | ムグンファ号                          | 西大田・益山・光州・光州松汀・木浦方面             | （現在未使用）          |
| 3・4   | 京釜高速線（上り）                             | KTX                                   | 五松・天安牙山・光明・ソウル・幸信方面             | 一部京釜線水原経由      |
| 5・6   | 京釜線（上り）・忠北線・中央線直通             | ITX-セマウル・ムグンファ号            | 鳥致院・天安・水原・永登浦・ソウル・堤川・栄州方面 |                         |
| 7・8   | 京釜線（上り）・忠北線                         | KTX・ムグンファ号・ヌリロ号・ITX-青春 | 水原・龍山・ソウル・清州・忠州・堤川方面           | 当駅始発・終着          |
| 9・10  | 京釜線（下り）・慶全線直通・京釜高速線（下り） | KTX・ITX-セマウル・ムグンファ号       | 亀尾・東大邱・密陽・亀浦・釜山・馬山・晋州方面     | KTXは水原経由列車が発着 |
| 11・12 | 京釜高速線（下り）                             | KTX                                   | 東大邱・慶州・馬山・晋州・浦項・釜山方面           |                         |

#### 駅構内施設
- 3階：PC房, コンビニ, 薬局, 書店, レンタカー, 食堂

### 大田交通公社
当初、KTX京釜高速線の大田市内通過区間が地下化される計画があったことから、当駅は地表よりかなり深い位置に建設された。実際には京釜高速線はこの区間を地上に建設された。
島式ホーム1面2線を有する地下駅で、フルスクリーンタイプのホームドアが設置されている。
出口は1番から5番までの5ヶ所あり、4番出口を介してKORAILの大田駅に乗り換えることができる。

#### のりば
のりばに番号は設定されていない。
| ホーム | 路線   | 行先     |
| ------ | ------ | -------- |
| 上り   | ●1号線 | 大洞方面 |
| 下り   | ●1号線 | 盤石方面 |

- 切符売り場（2008年1月）
- ホーム（2008年1月）

## 利用状況
韓国鉄道公社
| 年度別 | 年度別 | 年度別 | 利用人員 | 利用人員 | 利用人員   | 利用人員 | 利用人員 | 利用人員 |
| 年度別 | 年度別 | 年度別 | 京釜線   | 京釜線   | 京釜線     | 京釜線   | 京釜線   | 大田線   |
| 年度別 | 年度別 | 年度別 | KTX      | セマウル | ムグンファ | トンイル | 合計     | 合計     |
| ------ | ------ | ------ | -------- | -------- | ---------- | -------- | -------- | -------- |
| 2001年 | 下り   | 乗車   | 未開通   | 553551   | 1353202    | 85335    | 1992088  | 31674    |
| 2001年 | 下り   | 下車   | 未開通   | 674280   | 2420451    | 46710    | 3141441  | 未公開   |
| 2001年 | 上り   | 乗車   | 未開通   | 738320   | 2418212    | 39976    | 3196508  | 未公開   |
| 2001年 | 上り   | 下車   | 未開通   | 573290   | 1330624    | 86326    | 1990240  | 27708    |
| 2002年 | 下り   | 乗車   | 未開通   | 520995   | 1186547    | 76003    | 1783545  | 13423    |
| 2002年 | 下り   | 下車   | 未開通   | 618636   | 2129814    | 34236    | 2782686  | 未公開   |
| 2002年 | 上り   | 乗車   | 未開通   | 687231   | 2152504    | 37123    | 2876858  | 未公開   |
| 2002年 | 上り   | 下車   | 未開通   | 521922   | 1184723    | 80356    | 1787001  | 13859    |
| 2003年 | 下り   | 乗車   | 未開通   | 481953   | 1110146    | 73921    | 1666020  | 未公開   |
| 2003年 | 下り   | 下車   | 未開通   | 580506   | 1979849    | 24356    | 2584711  | 11791    |
| 2003年 | 上り   | 乗車   | 未開通   | 652145   | 1989316    | 30082    | 2671543  | 14131    |
| 2003年 | 上り   | 下車   | 未開通   | 483032   | 1104793    | 81127    | 1668952  | 未公開   |
| 2004年 | 下り   | 乗車   | 832587   | 322247   | 914940     | 16998    | 2086772  | 25866    |
| 2004年 | 下り   | 下車   | 1156544  | 479850   | 1780146    | 6654     | 3423194  | 0        |
| 2004年 | 上り   | 乗車   | 1240190  | 529513   | 1705953    | 9226     | 3484882  | 0        |
| 2004年 | 上り   | 下車   | 789881   | 322485   | 919985     | 20310    | 2052661  | 49007    |
| 2005年 | 下り   | 乗車   | 1336997  | 262798   | 781528     | 廃止     | 2381323  | 28483    |
| 2005年 | 下り   | 下車   | 1851398  | 510573   | 1713714    | 廃止     | 4075685  | 0        |
| 2005年 | 上り   | 乗車   | 1980557  | 575916   | 1583781    | 廃止     | 4140254  | 0        |
| 2005年 | 上り   | 下車   | 1278757  | 256302   | 798557     | 廃止     | 2333616  | 51467    |

大田交通公社
| 年度   | 年度 | 1号線     | 1号線   | 備考       |
| 年度   | 年度 | 合計      | 1日平均 | 備考       |
| ------ | ---- | --------- | ------- | ---------- |
| 2006年 | 乗車 | 1,634,967 | 5,618   | 291日 営業 |
| 2006年 | 下車 | 1,476,407 | 5,074   | 291日 営業 |
| 2006年 | 合計 | 3,111,374 | 10,692  | 291日 営業 |
| 2007年 | 乗車 | 2,930,003 | 8,027   |            |
| 2007年 | 下車 | 2,799,070 | 7,669   |            |
| 2007年 | 合計 | 5,729,073 | 15,696  |            |
| 2008年 | 乗車 | 3,283,133 | 8,970   |            |
| 2008年 | 下車 | 3,210,689 | 8,772   |            |
| 2008年 | 合計 | 6,493,822 | 17,743  |            |
| 2009年 | 乗車 | 3,756,814 | 10,293  |            |
| 2009年 | 下車 | 3,695,473 | 10,125  |            |
| 2009年 | 合計 | 7,452,287 | 20,417  |            |
| 2010年 | 乗車 | 3,785,301 | 10,371  |            |
| 2010年 | 下車 | 3,791,273 | 10,387  |            |
| 2010年 | 合計 | 7,576,574 | 20,758  |            |
| 2011年 | 乗車 | 3,994,745 | 10,945  |            |
| 2011年 | 下車 | 4,018,831 | 11,010  |            |
| 2011年 | 合計 | 8,013,576 | 21,955  |            |
| 2012年 | 乗車 |           |         |            |
| 2012年 | 下車 |           |         |            |
| 2012年 | 合計 |           |         |            |
| 2013年 | 乗車 |           |         |            |
| 2013年 | 下車 |           |         |            |
| 2013年 | 合計 |           |         |            |

## 駅周辺

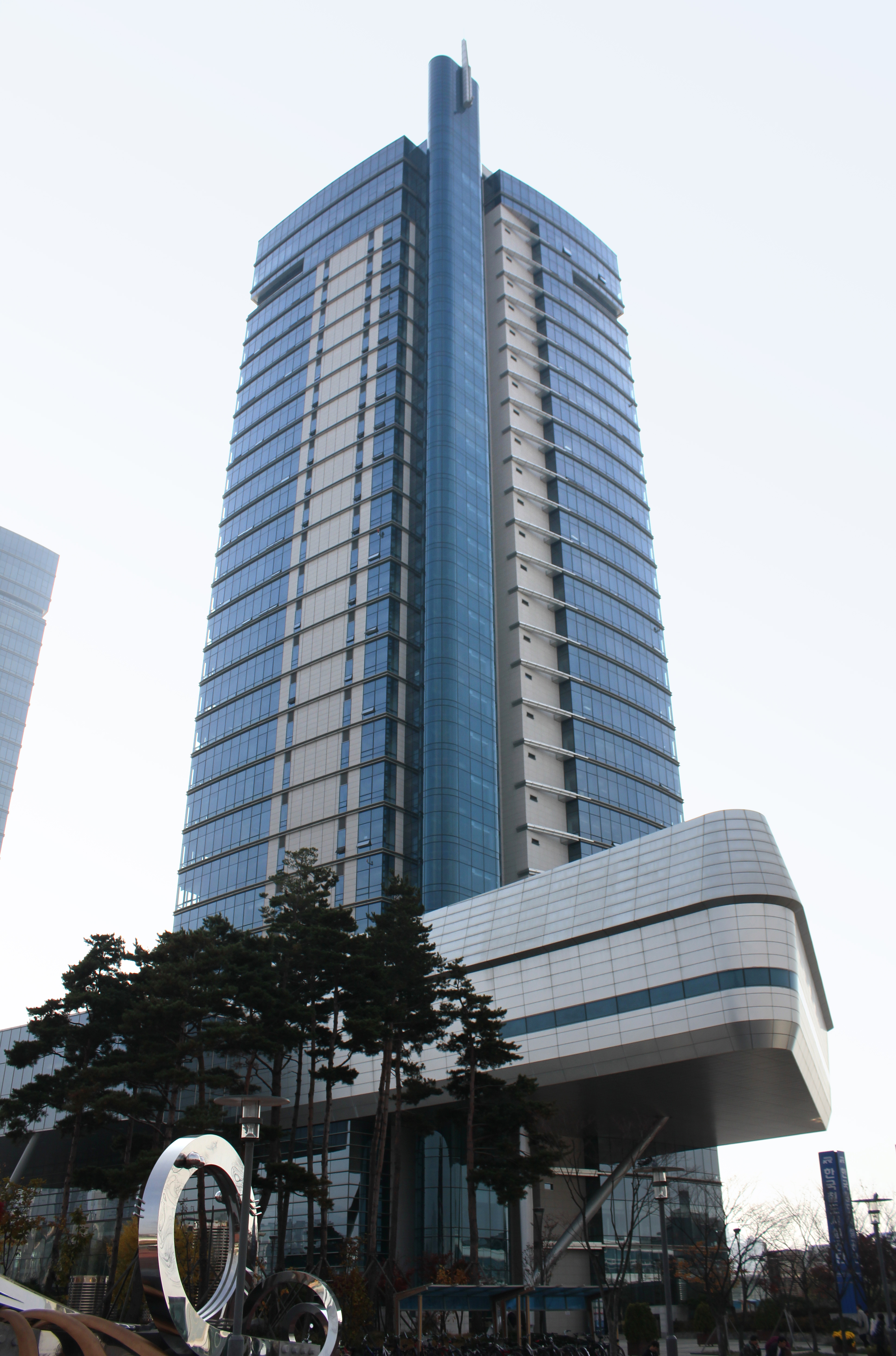
韓国鉄道公社本社

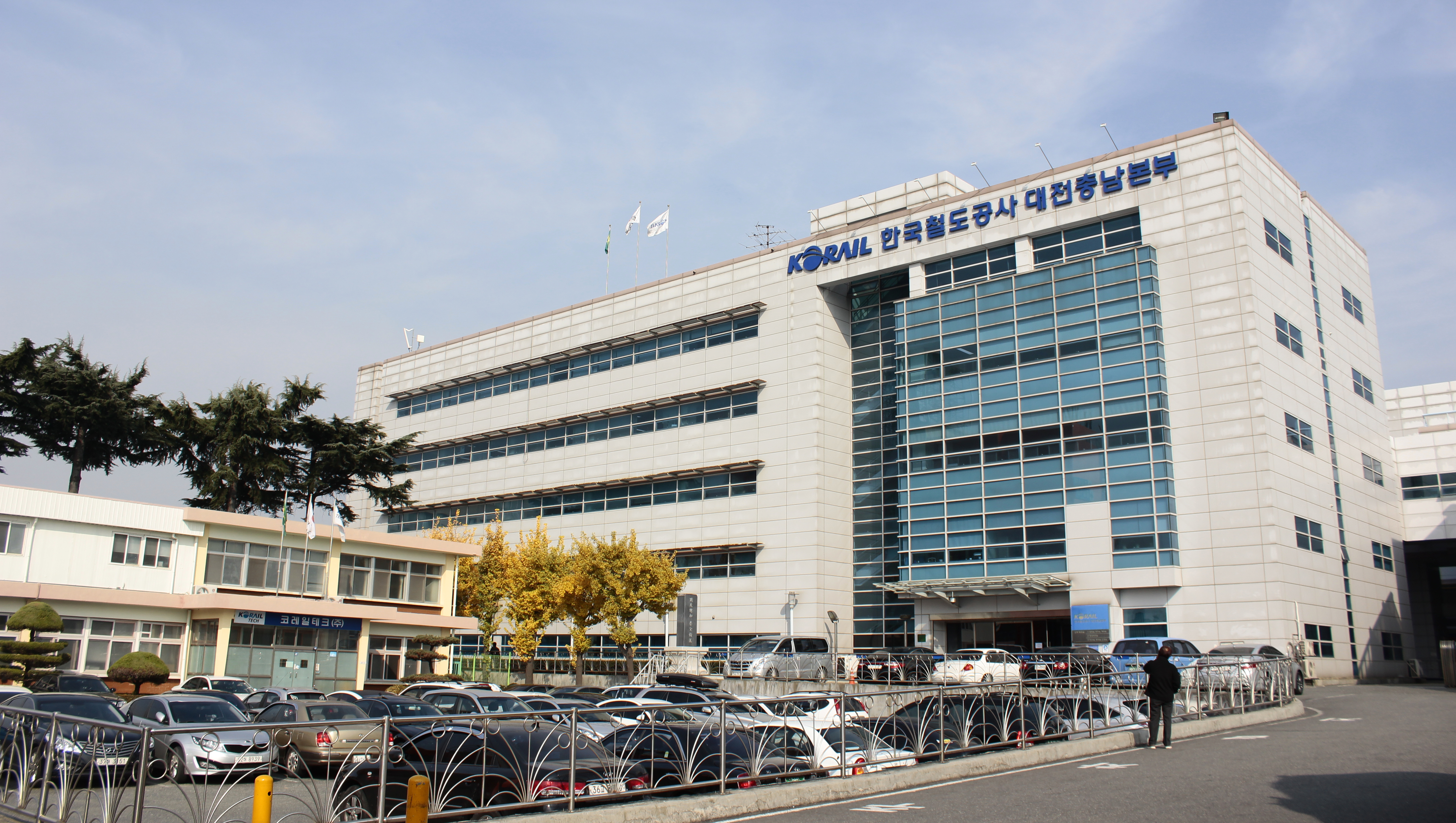
韓国鉄道公社大田忠南本部

韓国鉄道公社の駅舎から見て西側には都市鉄道駅の出入口（2番、3番出入口）やタクシー乗り場、バス乗り場があり、大田中心部方面に向かう中央路がある。東側にはレンタカー会社、劇場、中央市場、地下商店街などの商業施設が密集しており、バスの車庫や駐車場もある。
- 韓国鉄道公社本社
- 韓国鉄道施設公団本部
- 韓国鉄道公社大田忠南本部
- 中央市場
- 中部乾物卸売市場
- 中央洞行政福祉センター
- 鶏龍ディジテク高等学校
- 大田川（朝鮮語版）
- 大洞川（朝鮮語版）
- KT 大田支店
- ウリィ銀行鉄道タワー支店
- NH農協銀行大田支店

## 路線バス
大田駅（駅前市場）, 中央市場
● 急行バス :急行1
● 外郭バス :20,30,52,60,62,63
● 幹線バス :102,103,311,313,501,511,512,514,605,607,608,611,616
● 支線バス :317,606,612
大田駅（中央市場前）, 木尺橋
● 急行バス :急行1
● 幹線バス :101,103,107,201,202,311,313,314,511,514,603,608,613,615,701,711,802
● 支線バス :317,612,614
● 直通座席バス : 2002
● 外郭バス :20
大田駅（西広場）, 鉄道公団忠清本部
● 急行バス :急行2
● 外郭バス :52、 60、 63
● 幹線バス :101,201,202,314,501,512,607,611,705,711,802
● 直通座席バス : 2002

## 登場作品
新感染 ファイナル・エクスプレス
車内でゾンビが発生したソウル発釜山行きのKTX列車が管制所の指令を受け、「軍隊に厳しく守られている」と言われる大田駅に停車。無事な運転士、乗務員や乗客たちが出口に向かうが、軍隊が全員ゾンビ化しているところを発見し、急遽列車に逃げ戻り、隔離に成功した釜山へ向かう。

## その他

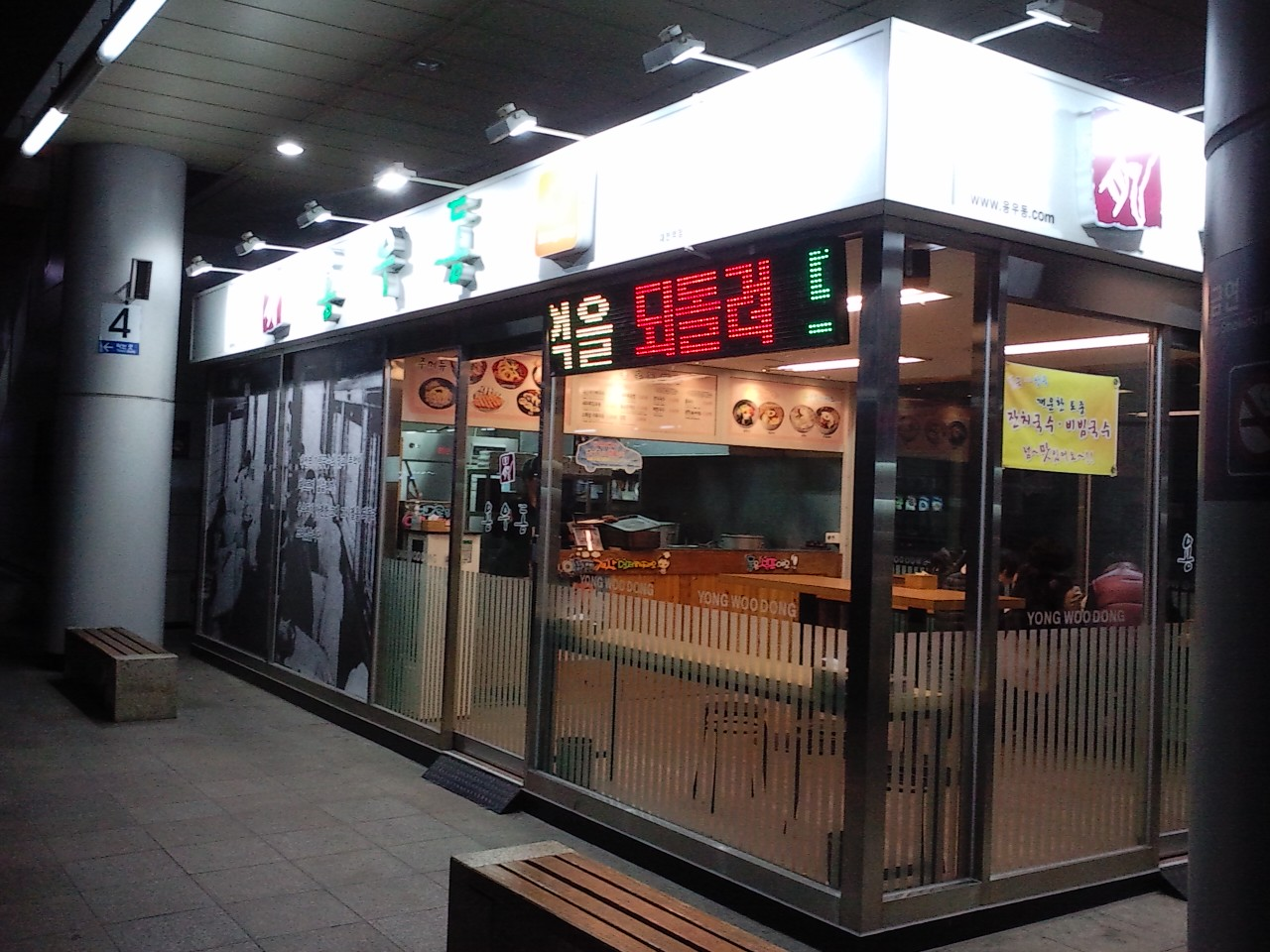
駅構内にある大田駅カラッククスの店

現在、当駅から湖南線方面の列車は発着しないが、長らく京釜線と湖南線の分岐駅であった当駅は、駅うどん「大田駅カラッククス」や、歌謡曲「大田ブルース」で有名である。
「カラッククス」（가락국수）は、うどんの朝鮮語固有語表現である。大田駅をショートカットする旧大田線（現：湖南線）が開通する1978年まで、ソウルから湖南線方面に向かう直通列車は大田駅で方向転換のため、機関車の付け替え作業を行わねばならなかった。このため、待ち時間に旅客が駅のホームで食するうどん（カラッククス）が大田駅の名物として知られるようになった。
「大田ブルース」（作詞：崔致守、作曲：金富海）は男女の別れを歌った歌謡曲（トロット）で、1959年に安貞愛の歌として発表された。歌詞に登場する深夜0時50分大田駅発の列車は、当時、ソウルを出て大田駅で釜山行きと切り離される木浦行きの列車である。1979年には「懐メロ」となっていたこの曲をチョー・ヨンピルがカバーし、韓国で大ヒットを飛ばした。日本では三佳令二の訳詞があり、チョー・ヨンピルのほか、1983年李成愛、1984年内田あかり・水野浩二・藤圭子、1985年大月みやこ・青江三奈、1988年桂銀淑など多くの歌手が歌っている。1999年には、大田駅前に「大田ブルース」の記念碑が建てられた。大田広域市都市鉄道公社1号線では大田駅到着前の車内放送で「大田ブルース」が流れる。

## 隣の駅
韓国鉄道公社
京釜高速線
KTX
五松駅 - 大田駅 - 金泉（亀尾）駅
京釜本線
KTX
水原駅 - 大田駅（ - 金泉（亀尾）駅）
ITX-青春
鳥致院駅 - 大田駅
セマウル号
新灘津駅 - 大田駅 - 永同駅
ムグンファ号
新灘津駅 - 大田駅 - （細川駅） - 沃川駅
- 細川駅は全列車が通過する。

ヌリロ号
鳥致院 - 大田駅 - 沃川駅
大田交通公社
●1号線
大洞駅 (103) - 大田駅 (104) - 中央路駅 (105)　